# Kareem Riley
Kareem Riley (Couva, 26 de febrero de 1998) es un futbolista trinitense que juega en la demarcación de defensa para el Club Sando de la TT Premier Football League.

## Selección nacional
Tras jugar en varias categorías inferiores, finalmente hizo su debut con la selección de fútbol de Trinidad y Tobago el 11 de marzo de 2023 en un encuentro amistoso contra Jamaica que finalizó con un resultado de 0-1 a favor del combinado trinitense tras un gol de Reon Moore.

## Clubes
| Club              | País              | Año   | Partidos | Goles |
| ----------------- | ----------------- | ----- | -------- | ----- |
| Des Moines Menace | Estados Unidos    | 2022  | 1        | 0     |
| Club Sando        | Trinidad y Tobago | 2023- |          | 1     |